# Zawadzkie (gemeente)
De gemeente Zawadzkie is een stad- en landgemeente in het Poolse woiwodschap Opole, in powiat Strzelecki.
De zetel van de gemeente is in Zawadzkie.
Op 30 juni 2004 telde de gemeente 13 036 inwoners.

## Oppervlakte gegevens
In 2002 bedroeg de totale oppervlakte van gemeente Zawadzkie 82,24 km², waarvan:
- agrarisch gebied: 29%
- bossen: 62%

De gemeente beslaat 11,05% van de totale oppervlakte van de powiat.

## Demografie
Stand op 30 juni 2004:
| Omschrijving                   | Totaal | Totaal | Vrouwen | Vrouwen | Mannen | Mannen |
| ------------------------------ | ------ | ------ | ------- | ------- | ------ | ------ |
| eenheid                        | aantal | %      | aantal  | %       | aantal | %      |
| inwoners                       | 13 036 | 100    | 6616    | 50,8    | 6420   | 49,2   |
| bevolkingsdichtheid (inw./km²) | 158,5  | 158,5  | 80,4    | 80,4    | 78,1   | 78,1   |

In 2002 bedroeg het gemiddelde inkomen per inwoner 1009,06 zł.

## Plaatsen
- Kielcza
- Zawadzkie
- Żędowice

## Aangrenzende gemeenten
Dobrodzień, Jemielnica, Kolonowskie, Krupski Młyn, Pawonków, Wielowieś